# جلیل چه دین
جلیل چه دین (انگلیسی: Jalil Che Din; ۱۹۳۳ – ۱ ژانویهٔ ۱۹۹۲) بازیکن و مربی فوتبال اهل مالزی بود.
وی سرمربی تیم ملی فوتبال مالزی در بازی‌های المپیک تابستانی ۱۹۷۲ بوده‌است.